# Omloop Het Volk 2000
L'Omloop Het Volk 2000, cinquantaquattresima edizione della corsa, si svolse il 26 febbraio per un percorso di 200 km, con partenza a Gent ed arrivo a Lokeren. Fu vinto dal belga Johan Museeuw della squadra Mapei-Quick Step davanti allo svizzero Steffen Wesemann e all'olandese Servais Knaven.

## Ordine d'arrivo (Top 10)
| Pos. | Corridore         | Squadra                   | Tempo    |
| ---- | ----------------- | ------------------------- | -------- |
| 1    | Johan Museeuw     | Mapei-Quick Step          | 5h01'00" |
| 2    | Steffen Wesemann  | Team Deutsche Telekom     | a 52"    |
| 3    | Servais Knaven    | Farm Frites               | s.t.     |
| 4    | Franco Ballerini  | Lampre-Daikin             | s.t.     |
| 5    | Romāns Vainšteins | Vini Caldirola-Sidermec   | a 1'52"  |
| 6    | Tom Steels        | Mapei-Quick Step          | s.t.     |
| 7    | Tristan Hoffman   | Memory Card-Jack & Jones  | s.t.     |
| 8    | Andrei Tchmil     | Lotto-Adecco              | s.t.     |
| 9    | Jaan Kirsipuu     | AG2R Prévoyance-Décathlon | s.t.     |
| 10   | Daniele Nardello  | Mapei-Quick Step          | s.t.     |